# Вальдеп'єлагос
Вальдеп'єлагос (ісп. Valdepiélagos) — муніципалітет в Іспанії, у складі автономної спільноти Мадрид. Населення — 503 особи (2010).
Муніципалітет розташований на відстані близько 42 км на північний схід від Мадрида.
На території муніципалітету розташовані такі населені пункти: (дані про населення за 2010 рік)
- Вальдеп'єлагос: 484 особи
- Кото-де-Сан-Беніто: 19 осіб

## Демографія
Динаміка населення (INE ):

## Галерея зображень

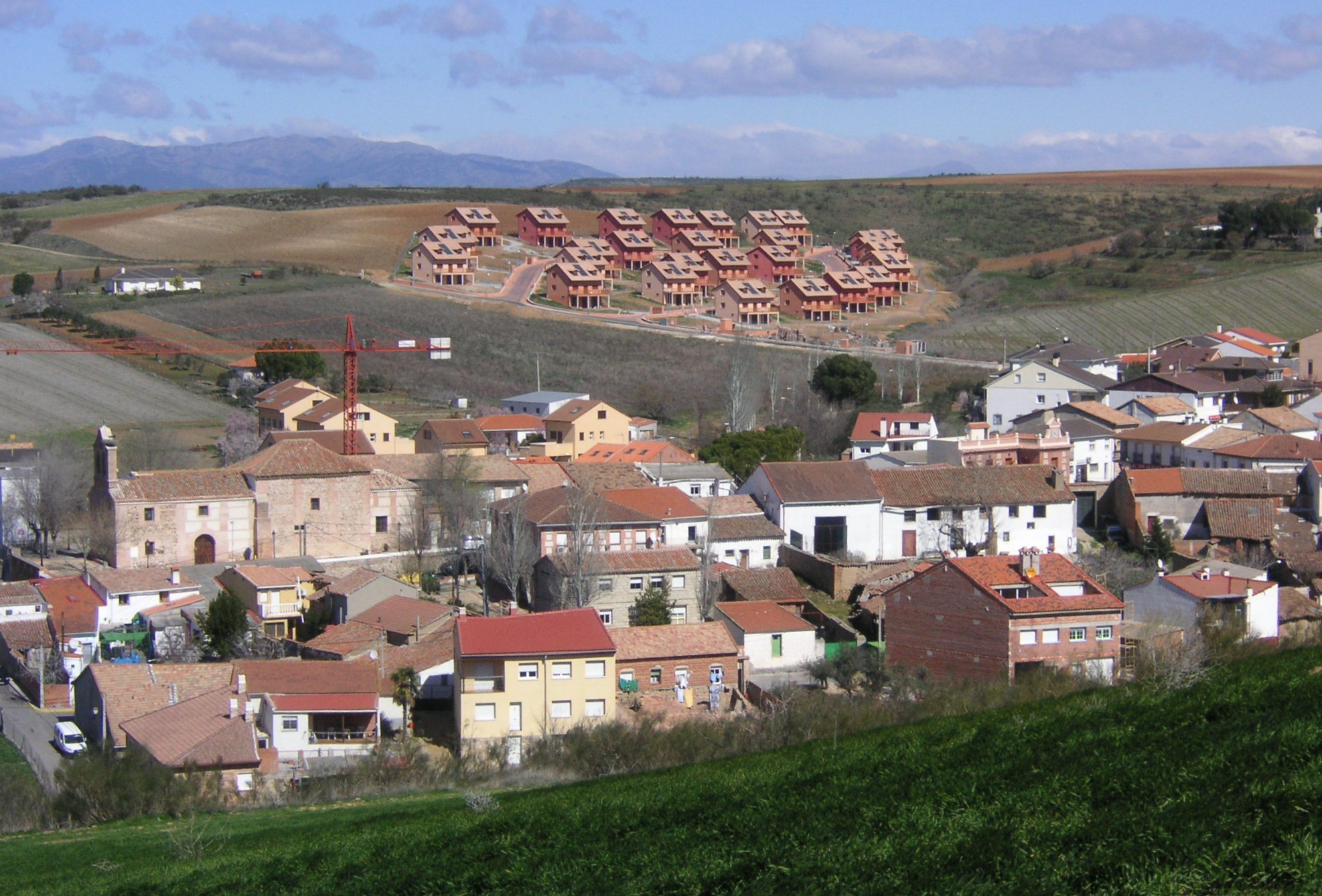
Панорама
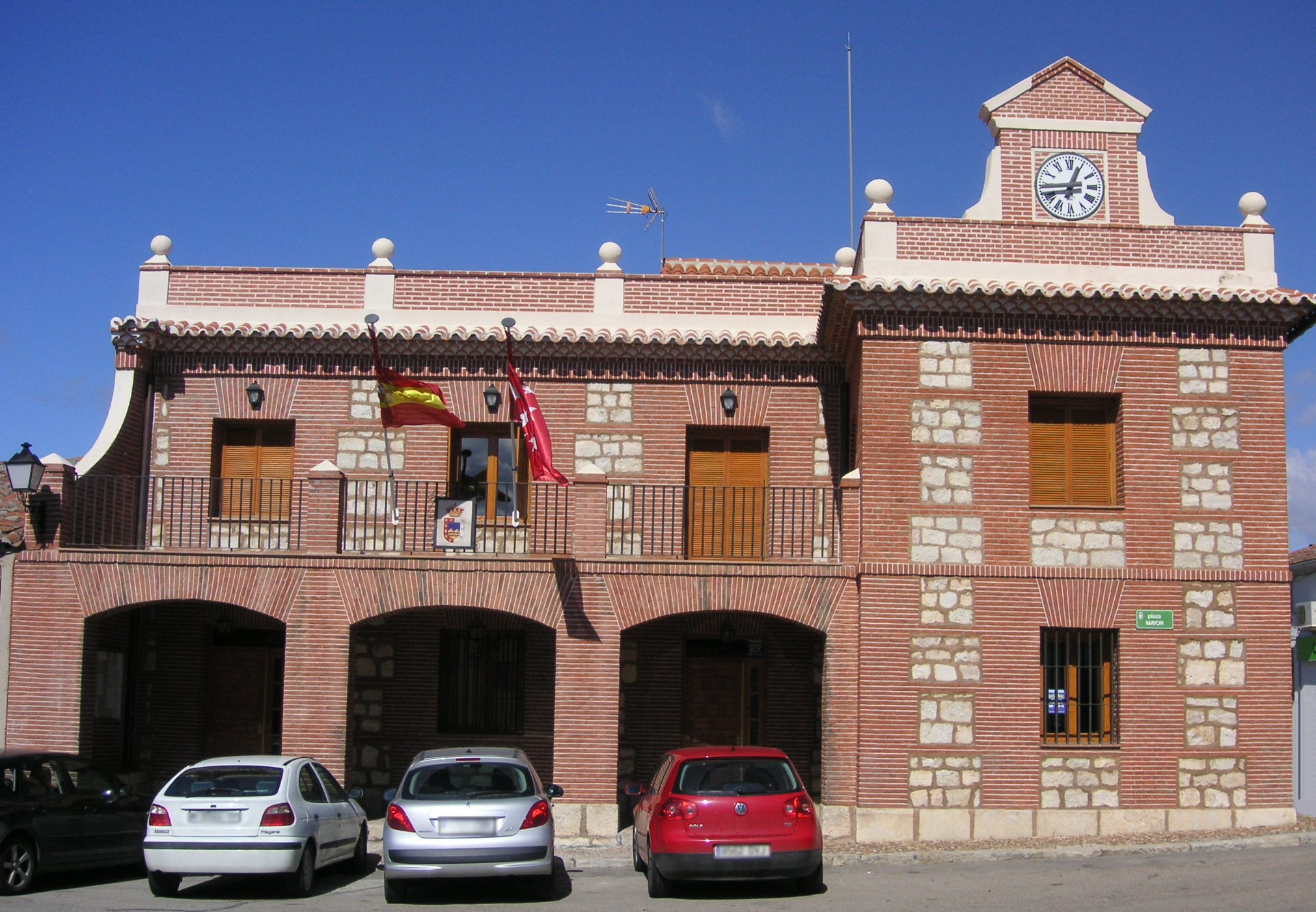
Муніципальна рада, Пласа-Майор
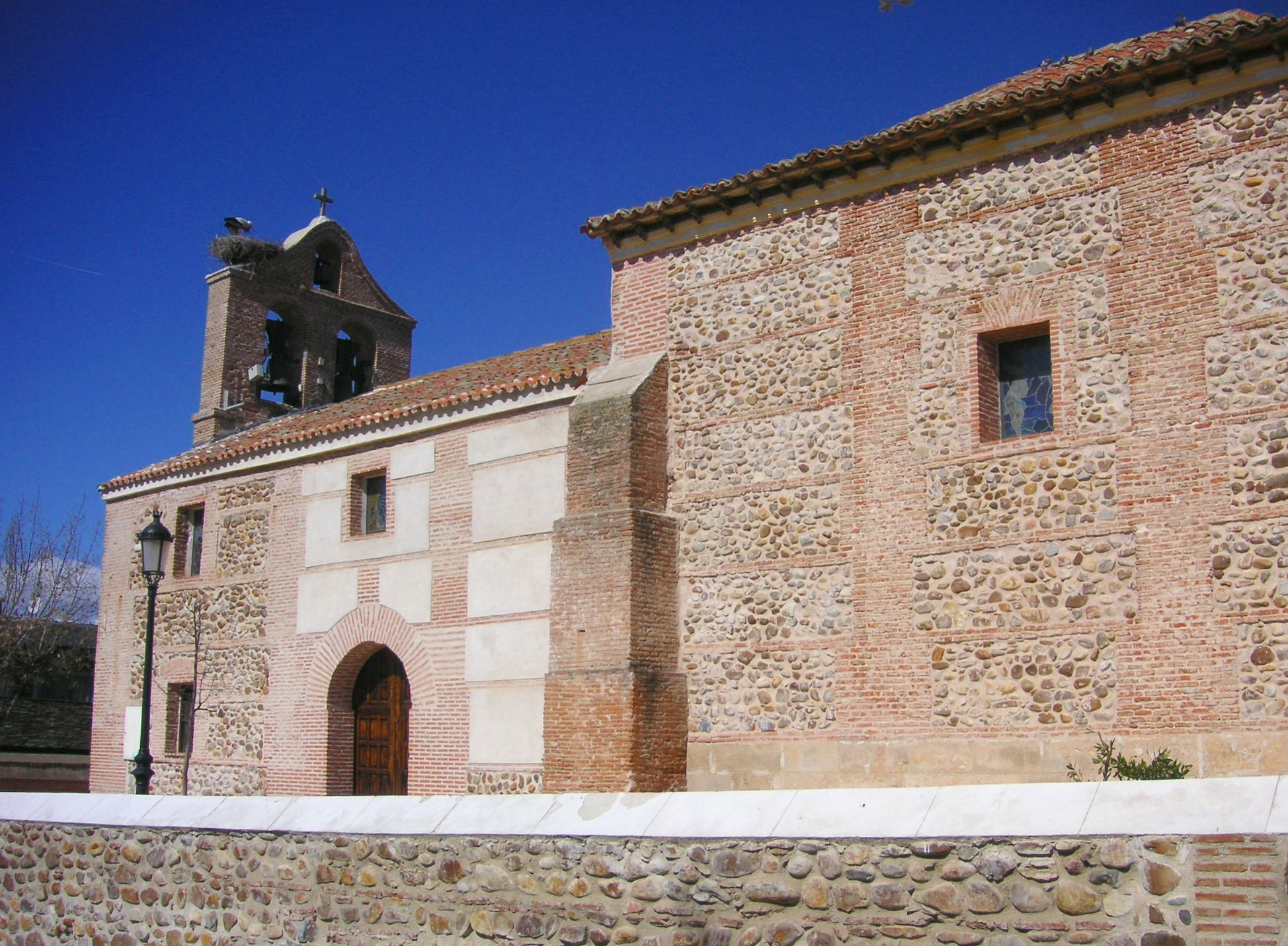
Церква Ла-Асунсьйон-де-Нуестра-Сеньйора